# Kislengyeli-patak
Kislengyeli-patak är ett vattendrag i Ungern.   Det ligger i provinsen Zala, i den västra delen av landet, 200 km väster om huvudstaden Budapest.